# Антошкин, Николай Павлович
Николай Павлович Антошкин (1922—1997) — полковник Советской Армии, участник Великой Отечественной войны, Герой Советского Союза (1945).

## Биография
Николай Антошкин родился 10 апреля 1922 года в селе Маис (ныне — Никольский район Пензенской области) в крестьянской семье. После окончания средней школы учился в Куйбышевском педагогическом институте. В июне 1941 года был призван на службу в Рабоче-крестьянскую Красную Армию. В 1942 году окончил ускоренные курсы кавалерийского училища. С января 1942 года — на фронтах Великой Отечественной войны. В 1944 году вступил в ВКП(б).
К январю 1945 года гвардии старший лейтенант Антошкин был командиром эскадрона 5-го гвардейского кавалерийского полка 1-й гвардейской кавалерийской дивизии 1-го гвардейского кавалерийского корпуса 21-й армии 1-го Украинского фронта. Отличился в бою 22 января 1945 года в районе населённого пункта Эрленбуш, расположенного в 16 километрах к северо-востоку от города Козле Польши. Совершив манёвр, эскадрон Антощкина захватил Эрленбуш и удержал его в бою. 24 января 1945 года эскадрон первым из подразделений полка форсировал Одер к юго-западу от Катовице и отбил на захваченном плацдарме все контратаки противника.
Указом Президиума Верховного Совета СССР от 27 июня 1945 года Николай Антошкин был удостоен высокого звания Героя Советского Союза с вручением ордена Ленина и медали «Золотая Звезда».
В 1949 году Антошкин окончил курсы при кавалерийской школе в Москве, а в 1959 году — Военную академию имени Фрунзе. В мае 1979 года в звании полковника был уволен в запас. Проживал в Киеве. Умер 11 января 1997 года. Похоронен на Митинском кладбище в Москве.
Был также награждён орденами Александра Невского, Отечественной войны 1-й и 2-й степеней, Красной Звезды, рядом медалей.

## Память
- Бюст Антошкина Н. П. установлен в г. Никольске

Бюст Антошкина на Центральной площади г. Никольска Пензенской области.